# Hemithea
Hemithea är ett släkte av fjärilar som beskrevs av Philogène Auguste Joseph Duponchel 1829. Hemithea ingår i familjen mätare.

## Bildgalleri

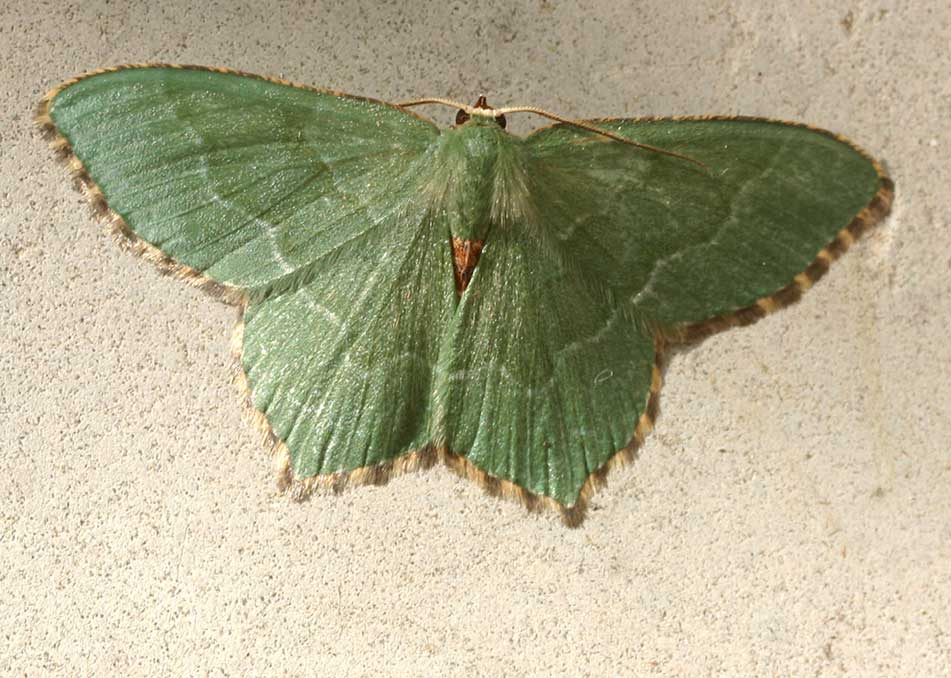

## Dottertaxa tillHemithea, i alfabetisk ordning[1][2]
- Hemithea acaudata
- Hemithea aestivaria
- Hemithea alboundulata
- Hemithea antigrapha
- Hemithea australis
- Hemithea beethoveni
- Hemithea copiosa
- Hemithea costipunctata
- Hemithea doddi
- Hemithea dorsiflavata
- Hemithea duplicata
- Hemithea elaeopis
- Hemithea graminea
- Hemithea herbacea
- Hemithea inornata
- Hemithea insularia
- Hemithea iosoma
- Hemithea isabella
- Hemithea krajniki
- Hemithea mapsaurica
- Hemithea marina
- Hemithea melalopha
- Hemithea nigriparmata
- Hemithea notospila
- Hemithea pallidimunda
- Hemithea pariciliata
- Hemithea pellucidula
- Hemithea perfida
- Hemithea pictifimbria
- Hemithea profecta
- Hemithea quadripunctata
- Hemithea reducta
- Hemithea simplex
- Hemithea stictochila
- Hemithea subflavida
- Hemithea tranquilla
- Hemithea tritonaria
- Hemithea undifera
- Hemithea vesta
- Hemithea viridescentaria
- Hemithea vivida
- Hemithea wuka
- Hemithea vulcanensis